# Not the End of the World
„Not the End of  the World“ je píseň americké zpěvačky Katy Perry. Píseň byla vydána 21. prosince 2020 jako třetí singl z jejího šestého studiového albu Smile (2020) skrze Capitol Records. Spolu s vydáním písně jako singlu bylo zveřejněn i videoklip režírovaný Similar But Different. Videoklip sleduje chybné unesení americké herečky Zooey Deschanel modrými mimozemšťany. Kritici přirovnávají singl k písni „Dark Horse“ ze čtvrtého studiového alba Prism (2013).

## Vývoj a kompozice
„Not the End of  the World“ byl napsán Katy Perry, Michael Pollackem, Madison Love, Jacob Kasher Hindlinem a Andrew Goldsteinem. Podle notových partitur zveřejněných na Musicnotes.com je píseň napsána v D moll. Píseň zahrnuje melodii z písně „Na Na Hey Hey Kiss Him Goodbye“ z roku 1969 kapely Steam v předrefrénech a na konci skladby.

## Videoklip

### Pozadí a vývoj
Videoklip k „Not the End of  the World“ byl režírovaný Similar But Different a zveřejněn na zpěvaččině YouTube kanálu 21. prosince 2020. Perry oznámila vydání videoklip den před vydáním spolu s dvousekundovou ukázkou. V hlavní roli americká herečka Zooey Deschanel, která byla roky přirovnávána k Perryině vzhledu, což zpěvačku vedlo k nápadu k videoklipu během její mateřské.

### Děj
Video začíná, jak si Deschanel na lavičce čte noviny a Perry kolem ní projde spolu s kočárkem. Neboť Země má být zničena a mimozemšťany s modrou kůží jsou posedlí Katy Perry, a tak se rozhodnou jí unést, aby ji před zničením zachránili. Avšak díky chybě dvou mimozemšťanů je unesena Deschanel, která se marně snaží vysvětlit mimozemšťanů, že není Perry. Je představena kapitánovi vesmírné lodě a následně se obléká do kostýmů ze zpěvaččiných předchozích ér včetně kostýmů z Teenage Dream. V pozadí rovněž můžeme vidět kostýmy z videoklipů ke „California Gurls“ nebo „Roar“. Deschanel se poté domlouvá s těmi dvěma mimozemšťany, že ona svou roli bude hrát dál, pokud jí pomůžou zachránit Zemi. Řešením je, aby byl odpojen internet na Zemi. Videoklip končí, jak Deschanel přestrojená za Perry s blonďatou parukou zpívá poslední refrén písně pro publikum mimozemšťanů.